# Jaroslav Koliha
Jaroslav Koliha (12. dubna 1924 Dobronice u Bechyně – 9. září 2014 Praha) byl český malíř a autor výtvarných realizací v architektuře.

## Život
Pocházel z Dobronic u Bechyně. Jeho otec, raněný v době první světové války, zemřel roku 1930 ve věku 34 let. Matka se se třemi dětmi odstěhovala do nedaleké Bechyně. Po absolvování reálného gymnázia v Táboře, kde učil výtvarnou výchovu prof. Jindřich Schenk, zamířil v roce 1945 do ateliéru architektury na pražském ČVUT. Zde studoval u malířů Cyrila Boudy, Karla Lidického a Martina Salcmanna. Za svého učitele považoval také Salcmannova asistenta, malíře Jana Smetanu. Studia ukončil v roce 1949. Přijal pracovní nabídku prof. Aloise Fišárka a nastoupil do nově založeného národního podniku Textilní tvorba (pozdějšího Ústavu bytové a oděvní kultury – ÚBOK), odkud pro politické neshody v roce 1952 odešel a vrátil se do Bechyně, kde měl tvůrčí zázemí a kde nacházel témata pro svou tvorbu. Působil také na Střední keramické škole v Bechyni. V té době se oženil s rentgenoložkou Evou Dobešovou, po sňatku Kolihovou. Jeho synovcem je filmový režisér Petr Koliha (nar. 1956). V polovině 60. let začala Kolihova spolupráce s architektem Antonínem Malcem a keramikem Antonínem Škodou na uměleckých dílech, v rámci dobových architektonických realizací. Od samostatné výstavy v Karlových Varech v roce 1962 prakticky nevystavoval, až do roku 1990, kdy své celoživotní dílo představil na výstavě v Českých Budějovicích.

## Dílo

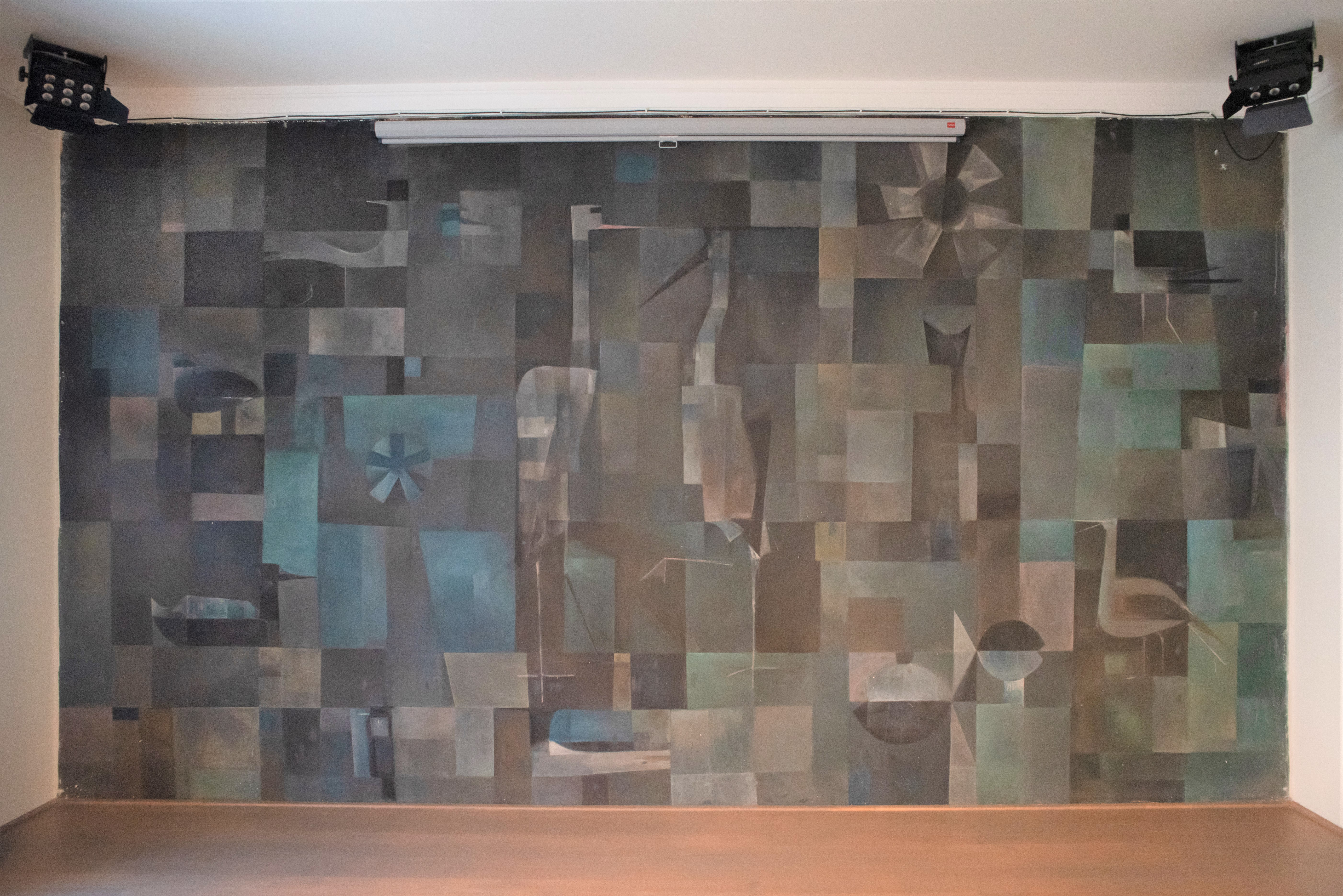
Jaroslav Koliha – Antonín Malec: Jihočeští ptáci, 1964–1965, nástěnná malba, vaječná tempera na kaseinovém podkladu, Divadlo Oskara Nedbala Tábor

Na výtvarnou scénu vstupoval na začátku 50. let 20. století, v době vrcholícího socialistického realismu. V rané malbě vycházel z prostých civilních námětů, čímž se vyhnul požadavkům na jasně formulovaná ideologická poselství. Svým uvolněným, expresivnějším rukopisem zároveň nevyhovoval dobovým požadavkům na naturalistické provedení obrazu. Již v zátiších a portrétech z poloviny 50. let rychle uvolnil malířský přednes a barevnou škálu. Náměty obrazů následovně redukoval na zjednodušený znak a symbolickou metaforu. Tematicky byla jeho celoživotní doménou krajina jižních Čech, postupně přetavená v symbolickou zkratku forem. Druhou oblastí jeho trvalého zájmu byly figurativní náměty s těžištěm v ženském aktu.
Od šedesátých do osmdesátých let se podílel na uměleckých realizacích pro architekturu. Jednalo se nejen o autorovy vlastní nástěnné malby, ale rovněž o keramické sochy a prvky sídlištního mobiliáře, vytvářené ve spolupráci s keramikem Antonínem Škodou. Tyto práce nalezneme na řadě míst v jižních Čechách: v Kulturním domě v Sezimově Ústí, ve spořitelně a ve vstupní hale Okresní zemědělské správy v Táboře, ve foyer Divadla Oskara Nedbala Tábor, v interiérech pošty, sportovní haly a hotelu Gomel (dnes Clarion Congress Hotel) v Českých Budějovicích, před budovou Zemědělské fakulty Jihočeské univerzity v Českých Budějovicích, na schodišti polikliniky v Jindřichově Hradci, nebo na sídlišti v Písku.

## Samostatné výstavy
- 1959 Jaroslav Koliha: Obrazy, pastely. Galerie Václava Špály, Praha
- 1961 Jaroslav Koliha: Obrazy. Galerie Fronta, Praha
- 1962 Galerie umění Karlovy Vary (společně s Ladislavem Pichlem)
- 1990 Dům umění, České Budějovice
- 1994 Jaroslav Koliha: Obrazy. Wortnerův dům AJG, České Budějovice
- 1995 Oblastní galerie Vysočiny, Jihlava (společně s Jiřím Ptáčkem)
- 1997 Městské muzeum, Vodňany
- 1999 Jaroslav Koliha: Obrazy a pastely z let 1950 - 1999. Wortnerův dům AJG, České Budějovice
- 2004 Jaroslav Koliha: Výběr z tvorby. Wortnerův dům AJG, České Budějovice
- 2007 Jaroslav Koliha. Muzeum Vladimíra Preclíka v Bechyni
- 2016 Jaroslav Koliha. Městské muzeum Bechyně